# David MacKay
David John Cameron MacKay (Stoke-on-Trent, 22 de abril de 1967 — Cambridge, 14 de abril de 2016) foi um engenheiro britânico, professor de engenharia da Universidade de Cambridge, onde foi de 2012 a 2016 Regius Professor of Engineering.

## Formação e carreira
MacKay inventou o sistema de entrada de texto Dasher, que permite dentre outros a acessibilidade para o controle de computadores. Está disponível como software livre.
Em 2008 MacKay publicou o livro Sustainable Energy – Without the Hot Air, que trata do consumo de energia e da produção sustentável de energia sem combustíveis fósseis. Foi publicado sob GNU General Public License (software livre).
Em setembro de 2009 MacKay foi nomeado Conselheiro Científico Sênior do Departamento de Energia e Mudanças Climáticas do Reino Unido. Em 2012 foi Professor Regius de Engenharia na Universidade de Cambridge. Várias vezes conduziu cursos no Instituto Africano de Ciências Matemáticas em Muizenberg, África do Sul.
Foi eleito membro da Royal Society em 2009.
MacKay tinha Número de Erdős 2.

## Obras
- David J. C. MacKay: Information Theory, Inference and Learning Algorithms. CUP 2003, ISBN 0-521-64298-1, (online)
- David J. C. MacKay: Sustainable Energy – Without the Hot Air. UIT 2008, ISBN 978-1-906860-01-1, (online)

## Morte
Em 14 de abril de 2016 faleceu vítima de câncer.